# Циганово (Гірськомарійський район)
Цига́ново (рос. Цыганово, марій. Цигансола) — присілок у складі Гірськомарійського району Марій Ел, Росія. Входить до складу Пайгусовського сільського поселення.

## Населення
Населення — 131 особа (2010; 171 у 2002).
Національний склад (станом на 2002 рік):
- марі — 99 %